# Dakar Institute of Technology
 (juin 2024).
La mise en forme du texte ne suit pas les recommandations de Wikipédia : il faut le « wikifier ».
Les points d'amélioration suivants sont les cas les plus fréquents. Le détail des points à revoir est peut-être précisé sur la page de discussion.
- Les titres sont pré-formatés par le logiciel. Ils ne sont ni en capitales, ni en gras.
- Le texte ne doit pas être écrit en capitales (les noms de famille non plus), ni en gras, ni en italique, ni en « petit »…
- Le gras n'est utilisé que pour surligner le titre de l'article dans l'introduction, une seule fois.
- L'italique est rarement utilisé : mots en langue étrangère, titres d'œuvres, noms de bateaux, etc.
- Les citations ne sont pas en italique mais en corps de texte normal. Elles sont entourées par des guillemets français : « et ».
- Les listes à puces sont à éviter, des paragraphes rédigés étant largement préférés. Les tableaux sont à réserver à la présentation de données structurées (résultats, etc.).
- Les appels de note de bas de page (petits chiffres en exposant, introduits par l'outil «  Source ») sont à placer entre la fin de phrase et le point final[comme ça].
- Les liens internes (vers d'autres articles de Wikipédia) sont à choisir avec parcimonie. Créez des liens vers des articles approfondissant le sujet. Les termes génériques sans rapport avec le sujet sont à éviter, ainsi que les répétitions de liens vers un même terme.
- Les liens externes sont à placer uniquement dans une section « Liens externes », à la fin de l'article. Ces liens sont à choisir avec parcimonie suivant les règles définies. Si un lien sert de source à l'article, son insertion dans le texte est à faire par les notes de bas de page.
- La présentation des références doit suivre les conventions bibliographiques. Il est recommandé d'utiliser les modèles {{Ouvrage}}, {{Chapitre}}, {{Article}}, {{Lien web}} et/ou {{Bibliographie}}. Le mode d'édition visuel peut mettre en forme automatiquement les références.
- Insérer une infobox (cadre d'informations à droite) n'est pas obligatoire pour parachever la mise en page.

Pour une aide détaillée, merci de consulter Aide:Wikification.
Si vous pensez que ces points ont été résolus, vous pouvez retirer ce bandeau et améliorer la mise en forme d'un autre article.
 (novembre 2023).
L'article doit être relu — et modifié si nécessaire — par des contributeurs indépendants pour apporter un regard critique aux contributions effectuées en violation des conditions d'utilisation de Wikipédia, tant sur la forme (notamment concernant le style encyclopédique, la proportionnalité) que sur le fond (la neutralité de point de vue, la qualité et l'indépendance des sources).
Le Dakar Institute of Technology (DIT), également connu sous le nom d'Institut de technologie de Dakar, est une université privée située à Dakar, au Sénégal. L'établissement se spécialise dans les domaines de l'informatique, de la technologie et de la gestion des données. Le DIT est la toute première école fondée en Afrique de l'Ouest à se concentrer exclusivement sur les domaines du Big Data et de l'Intelligence Artificielle (IA).

## Histoire
Le Dakar Institute of Technology a été créé en 2019 par le Dr. Nicolas Poussielgue, avec l'objectif de former la prochaine génération de leaders africains dans le domaine de la technologie. Il a démarré des premières formations certifiantes dès 2019, avant de poursuivre avec des formations diplômantes à partir de 2021.

## Programmes
Le DIT propose des programmes de formation en Licence Informatique Big Data axée sur le traitement de données volumineuses avec des compétences pratiques en codage (Python, R, Scala), un Master Intelligence Artificielle (IA) accessible en cours du soir, en ligne ou en présentiel à Dakar, offrant des spécialisations en Data Science, Data Ingénierie ou Data Analyste. Des formations certifiantes en Data Science Intensive, Full Stack Web, Data Manager et Python Basics sont aussi proposées.
Un master en finance digitale est également disponible depuis peu.

## Reconnaissance et Accréditation
Le DIT est reconnu par le Ministère de l'Enseignement Supérieur et de la recherche du Sénégal et est habilité par l'Anaq-sup. Il est aussi accrédité par le Fond de financement de la formation professionnelle et technique (3FPT).